# Kanada i olympiska sommarspelen 1908
Kanada deltog med 87 deltagare vid de olympiska sommarspelen 1908 i London. Totalt vann de tre guldmedaljer, tre silvermedaljer och tio bronsmedaljer.

## Medaljer

### Guld
- Bobby Kerr - Friidrott, 200 meter.
- Patrick Brennan, John Broderick, George Campbell, Angus Dillon, Frank Dixon, Richard Louis Duckett, J. Fyon, Tommy Gorman, Ernest Hamilton, Henry Hoobin, Albert Hara, Clarence McKerrow, David McLeod, George Rennie och Alexander Turnbull - Lacrosse.
- Walter Ewing - Skytte, trap.

### Silver
- Garfield MacDonald - Friidrott, tresteg.
- George Beattie - Skytte, trap.
- George Beattie, Walter Ewing, Mylie Fletcher, Donald McMackon, George Vivian och Arthur Westover - Skytte, trap, lag.

### Brons
- Aubert Coté - Brottning, fri stil, bantamvikt.
- William Anderson, Walter Andrews, Frederick McCarthy och William Morton - Cykling, lagförföljelse.
- Bobby Kerr - Friidrott, 100 meter.
- Calvin Bricker - Friidrott, längdhopp.
- Edward Archibald - Friidrott, stavhopp.
- Con Walsh - Friidrott, släggkastning.
- Frederick Toms och Norway Jackes - Rodd, tvåa utan styrman.
- Gordon Balfour, Becher Gale, Charles Riddy och Geoffrey Taylor - Rodd, fyra utan styrman.
- Irvine Robertson, Joseph Wright, Julius Thomson, Walter Lewis, Gordon Balfour, Becher Gale, Charles Riddy, Geoffrey Taylor och Douglas Kertland - Rodd, åtta med styrman.
- Charles Crowe, William Eastcott, S. Harry Kerr, Dugald McInnis, William Smith, Bruce Williams - Skytte, Team military rifle.